# Марба (язык)
Марба (Азумейна) — один из чадских языков. Распространён на юге Чада, преимущественно в регионах Танджиле и Восточное Майо-Кеби. По данным на 2006 год на языке говорило около 150 тыс. человек
Алфавит на латинской основе включает следующие буквы: A a, B b, Ɓ ɓ, С с, D d, Ɗ ɗ, E e, Ǝ ə, F f, G g, H h, I i, Ɨ ɨ, J j, K k, L l, M m, N n, Ŋ ŋ, O o, P p, R r, S s, T t, U u, V v, W w, Y y, Z z. Назализация обозначается тильдой над буквой.